# Бургундские ворота (Море-сюр-Луан)
Бургу́ндские воро́та (фр. Porte de Bourgogne) — каменные городские ворота предположительно конца XII века, находящиеся в историческом центре коммуны Море-сюр-Луан (регион Иль-де-Франс, Франция). Замыкают центральную улицу (Grande-rue), начало которой защищают аналогичные Парижские ворота, выходя на мост через реку Луан. Находятся в собственности местной коммуны. 
В архитектурном плане ворота имеют некоторое сходство с Воротами Креста в Невере. В верхнем ярусе квадратной в плане башни сохранились следы машикулей. С середины XIX века ворота имеют две арки — центральную, для проезда экипажей, и боковую, для прохода пешеходов. В старину имелся лишь один центральный проезд, который защищался деревянной дверью и опускной решёткой; проход для пешеходов был пробит в 1857 году. С внутренней (городской) стороны ворот по обеим сторонам проездной арки имеются две лестницы, ведущие наверх. В верхнем этаже расположен сводчатый зал, где начиная с XVII века находилась деревянная клетка для заключённых. Тогда же была перекрыта крышей венчающая ворота четырёхугольная сторожевая башня. 
В 1840 году Бургундские и Парижские ворота были включены в первый реестр исторических памятников Франции, став, таким образом, одними из тех зданий, что впервые в истории были защищёны официально.